# Port lotniczy Tagbilaran
Port lotniczy Tagbilaran (IATA: TAG, ICAO: RPVT) – port lotniczy położony w Tagbilaranie, w prowincji Bohol, na Filipinach.

## Linie lotnicze i połączenia
| Linia Lotnicza         | Kierunek                                   |
| ---------------------- | ------------------------------------------ |
| Air Juan               | 1. Caticlan 2. Cebu 3. Maasin              |
| Cebgo                  | 1. Cagayan de Oro 2. Davao                 |
| Cebu Pacific           | 1. Manila                                  |
| PAL Express            | 1. Clark 2. Davao 3. Manila 4. Seul-Inczon |
| Philippines AirAsia    | 1. Manila                                  |
| Royale Air Way Charter | Czartery: 1. Dumaguete                     |